# كانال فولتون
كانال فولتون (أوهايو) (بالإنجليزية: Canal Fulton, Ohio)‏ هي مدينة تقع في الولايات المتحدة في مقاطعة ستارك، أوهايو. يقدر عدد سكانها بـ 5,479 نسمة ومساحتها 8.60 كم2 وترتفع عن سطح البحر 290 متر.

## التركيبة السكانية
قام مكتب تعداد الولايات المتحدة بتحديد بيانات التركيبة السكانية لكانال فولتونفي تعداد الولايات المتحدة. في ما يلي، التركيبة السكانية حسب تعدادي 2000 و2010.

### تعداد عام 2000
بلغ عدد سكان كانال فولتون 5,061 نسمة بحسب تعداد عام 2000، وبلغ عدد الأسر 1,823 أسرة وعدد العائلات 1,349 عائلة مقيمة في المدينة. في حين سجلت الكثافة السكانية 2,090.8 نسمة لكل ميل مربع (807.3/كم2). وبلغ عدد الوحدات السكنية 1,925 وحدة بمتوسط كثافة قدره 795.3 نسمة لكل ميل مربع (307.1/كم2).
وتوزع التركيب العرقي للمدينة بنسبة 97.27% من البيض و 0.16% من الأمريكيين الأصليين و 0.41% من الأمريكيين ذوي الأصول الآسيوية و 0.91% من الأمريكيين الأفارقة و 1.07% من عرقين مختلطين أو أكثر.
بلغ عدد الأسر 1,823 أسرة كانت نسبة 39.9% منها لديها أطفال تحت سن الثامنة عشر تعيش معهم، وبلغت نسبة الأزواج القاطنين مع بعضهم البعض 59.0% من أصل المجموع الكلي للأسر، ونسبة 11.6% من الأسر كان لديها معيلات من الإناث دون وجود شريك، وكانت نسبة 26.0% من غير العائلات. تألفت نسبة 22.1% من أصل جميع الأسر من أفراد ونسبة 7.5% كانوا يعيش معهم شخص وحيد يبلغ من العمر 65 عاماً فما فوق. وبلغ متوسط حجم الأسرة المعيشية 3.11، أما متوسط حجم العائلات فبلغ 2.65.
بلغ العمر الوسطي للسكان 34 عاماً. وكانت نسبة 27.6% من القاطنين تحت سن الثامنة عشر، وكانت نسبة 8.4% بين الثامنة عشر والأربعة وعشرون عاماً، ونسبة 32.0% كانت واقعةً في الفئة العمرية ما بين الخامسة والعشرون حتى والأربعة وأربعون عاماً، ونسبة 20.7% كانت ما بين الخامسة والأربعون حتى الرابعة والستون، ونسبة 11.3% كانت ضمن فئة الخامسة والستون عاماً فما فوق. يوجد لكل 100 أنثى 88.7 ذكر، ويوجد لكل 100 أنثى في الثامنة عشر من عمرها فما فوق 84.5 ذكر.
بلغ متوسط دخل الأسرة في المدينة 45,359 دولار، أما متوسط دخل العائلة فبلغ 51,914 دولار. وكان متوسط دخل الذكور 42,331 دولار مقابل 23,540 دولار للإناث. وسجل دخل الفرد الخاص بالمدينة 21,266 دولار. وكانت نسبة 3.2% من العائلات ونسبة 4.4% من السكان تحت خط الفقر، وكان من هؤلاء نسبة 4.8% تحت سن الثامنة عشر ولا أحد منهم في الخامسة والستين من العمر وما فوق.

### تعداد عام 2010
بلغ عدد سكان كانال فولتون 5,479 نسمة بحسب تعداد عام 2010، وبلغ عدد الأسر 2,186 أسرة وعدد العائلات 1,488 عائلة مقيمة في المدينة. في حين سجلت الكثافة السكانية 1,680.7 نسمة لكل ميل مربع (648.9/كم2). وبلغ عدد الوحدات السكنية 2,362 وحدة بمتوسط كثافة قدره 724.5 لكل ميل مربع (279.7/كم2).
وتوزع التركيب العرقي للمدينة بنسبة 97.0% من البيض و 0.1% من الأمريكيين الأصليين و 0.4% من الأمريكيين ذوي الأصول الآسيوية و 0.6% من الأمريكيين الأفارقة و 1.7% من عرقين مختلطين أو أكثر.
بلغ عدد الأسر 2,186 أسرة كانت نسبة 32.3% منها لديها أطفال تحت سن الثامنة عشر تعيش معهم، وبلغت نسبة الأزواج القاطنين مع بعضهم البعض 52.4% من أصل المجموع الكلي للأسر، ونسبة 12.1% من الأسر كان لديها معيلات من الإناث دون وجود شريك، بينما كانت نسبة 3.5% من الأسر لديها معيلون من الذكور دون وجود شريكة وكانت نسبة 31.9% من غير العائلات. تألفت نسبة 27.8% من أصل جميع الأسر من أفراد ونسبة 12.9% كانوا يعيش معهم شخص وحيد يبلغ من العمر 65 عاماً فما فوق. وبلغ متوسط حجم الأسرة المعيشية 2.95، أما متوسط حجم العائلات فبلغ 2.43.
بلغ العمر الوسطي للسكان 40.3 عاماً. وكانت نسبة 23.1% من القاطنين تحت سن الثامنة عشر، وكانت نسبة 8% بين الثامنة عشر والأربعة وعشرون عاماً، ونسبة 25.4% كانت واقعةً في الفئة العمرية ما بين الخامسة والعشرون حتى والأربعة وأربعون عاماً، ونسبة 25.9% كانت ما بين الخامسة والأربعون حتى الرابعة والستون، ونسبة 17.6% كانت ضمن فئة الخامسة والستون عاماً فما فوق. وتوزع التركيب الجنسي للسكان بنسبة 47.2% ذكور و52.8% إناث.